# Bresje (Kosovo Polje)
Pour les articles homonymes, voir Bresje.
Bresje en albanais et Bresje en serbe latin (en serbe cyrillique : Бресје) est une localité du Kosovo située dans la commune/municipalité de Fushë Kosovë/Kosovo Polje, district de Pristina (Kosovo) ou district de Kosovo (Serbie). Selon le recensement kosovar de 2011, elle compte 5 596 habitants.

## Démographie

### Évolution historique de la population dans la localité
| 1948 | 1953 | 1961 | 1971  | 1981 | 1991  | 2011  |
| ---- | ---- | ---- | ----- | ---- | ----- | ----- |
| 497  | 581  | 777  | 1 458 | 985  | 1 574 | 5 596 |

|  |

### Répartition de la population par nationalités (2011)
En 2011, les Ashkalis représentaient 49,77 % de la population, les Albanais 37,87 % et les Roms 6,54 %.